# Uca cumulanta
Uca cumulanta är en kräftdjursart som beskrevs av Jocelyn Crane 1943. 
Uca cumulanta ingår i släktet vinkarkrabbor, och familjen Ocypodidae. Inga underarter finns listade i Catalogue of Life.